# Ducula aurorae
La dúcula de las Sociedad, dúcula de la Sociedad, dúcula de Sociedad o dúcula de Makatea (Ducula aurorae) es un ave de la familia de Columbidae, endémico de los bosques de la Polinesia francesa, en concreto las islas de Tahití y Makatea. De hecho la población de Tahití este probablemente extinta, quedando únicamente las aves de la pequeña isla de Makatea, en el archipiélago de Tuamotu, donde un estudio llevado a cabo en 2009 indicó una población de unos 1200 ejemplares.